# Elecciones generales de Hungría
Resultados obtenidos durante las Elecciones generales de Hungría

## Elecciones del 2006

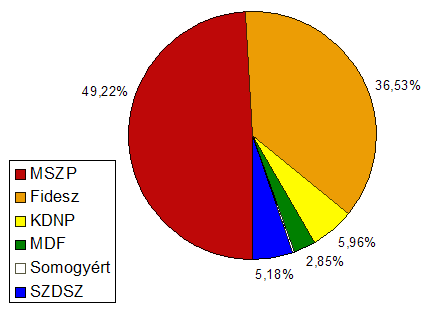
Porcentaje de escaños en el parlamento tras las elecciones del 2006.

La primera vuelta tuvo lugar el 9 de abril, la segunda el 23 de abril. 
En ambos casos el ganador de las elecciones fue el Partido Socialista Húngaro. 
La participación en la primera vuelta fue del 67,83%, y en la segunda, del 64,39%.

Notas:
- Los datos de la 1ª vuelta se refieren a los votos a las listas de partido. Los resultados por distrito individual se cuentan en el número de escaños. Para la 2ª vuelta en cambio se indican los resultados de distritos individuales (ya que en la mayoría de los casos no se vota a las listas en la 2ª vuelta).

- en los distritos electorales individuales los candidatos se pueden retirar en favor de otros (por ejemplo para la segunda vuelta) y los partidos pueden presentar candidatos comunes (aunque a nivel global no formen coalición), es por eso que estos casos se mencionan aparte.

| Año 2006                                                          |                             |                                 |                             |                                 |               |                       |                                                                       |
| Partido                                                           | Número de Votos (1ª vuelta) | Porcentaje de votos (1ª vuelta) | Número de votos (2ª vuelta) | Porcentaje de votos (2ª vuelta) | Escaños       | Porcentaje de escaños | Papel en el parlamento                                                |
| Partido Socialista Húngaro (MSZP)                                 | 2 336 705                   | 43,21%                          | 1 510 358                   | 46,63%                          | 190 (186+4)1  | 49,22%1               | gobierno                                                              |
| Fidesz- Partido Cristiano Demócrata-KDNP                          | 2 272 979                   | 42,03%                          | 1 511 176                   | 46,65%                          | 164 (141+23)4 | 42,49%                | oposición                                                             |
| Alianza de los Demócratas Libres (SZDSZ)                          | 340 746                     | 6,31%                           | 64 501                      | 1,99%                           | 20 (18+2)1    | 5,18%1                | gobierno (hasta el 1 de mayo de 2008)                                 |
| Foro Democrático de Hungría (MDF)                                 | 272 831                     | 5,04%                           | 16 355                      | 0,50%                           | 11            | 2,85%                 | oposición                                                             |
| Asociación por Somogy                                             | 9 457                       | 0,18%                           | 13 801                      | 0,31%                           | 1             | 0,26%                 | gobierno (desde el 1 de mayo de 2008) independiente (hasta esa fecha) |
| candidatos comunes MSZP-SZDSZ y SZDSZ-MSZP                        | 155 619                     | 2,86%                           | 72 515                      | 2,23%                           |               |                       | 4 MSZP (gobierno) 2 SZDSZ (oposición)                                 |
| MIÉP Partido de la Verdad y la Vida Húngara - Jobbik, Tercera Vía | 119 007                     | 2,20%                           | 231                         | 0,01%                           | —             | —                     | sin representación                                                    |
| candidatos comunes MDF-SZSZB, MDF-MNYP y MDF-Fidesz-KDNP          | 48 947                      | 1,00%                           | 36 669                      | 1,13%                           | —             | —                     | sin representación                                                    |
| Resto de partidos2 (15)                                           | 54 916                      | 1,01%                           | —                           | —                               | —             | —                     | sin representación                                                    |
| Independientes                                                    | 18 0543                     | 0,33%3                          | 13 5983                     | 0,42%3                          | —             | —                     | sin representación                                                    |
| Total                                                             | 5 408 050                   | 100%                            | 3 225 636                   | 100%                            | 386           | 100%                  | —                                                                     |

1: En el MSZP se incluyen 4 diputados por distritos individuales de la candidatura común MSZP+SZDSZ, en el SZDSZ 2 diputados de distritos individuales de la candidatura común SZDSZ + MSZP.
2: No superaron la primera vuelta
3: Resultados según distritos electorales individuales
4: Después de las elecciones, a pesar de lo que parecía en un principio, se creó la fracción parlamentaria independiente KDNP, con 23 diputados.

## Elecciones del 2002
La primera vuelta se celebró el 7 de abril, la segunda el 21 de abril. La participación de la primera vuelta fue del 70,53%, la de la segunda un 73,51%. En la primera vuelta solo tres listas de partido superaron el umbral del 5%: MSZP (42%), Fidesz-MDF (41%), SZDSZ (5,5%). Quedó fuera del parlamento el Partido de la Verdad y la Vida Húngara (extrema derecha) con un 4,6% de los votos, pero siguió disfrutando de ayuda estatal, al igual que Centro (3,96%) y el Partido de los Trabajadores (2,16%). Desapareció del parlamento el FKGP (0,79%) y luego se dividió. Nueva Izquierda (Új Baloldal) consiguió unos resultados insignificantes (0,08%).
nota: los resultados de la primera vuelta se refieren a las listas regionales, las de la segunda vuelta a los distritos electorales individuales..
| Año 2002                                                  |                             |                                 |                             |                                 |                 |                        |                        |
| Partido                                                   | Número de Votos (1ª vuelta) | Porcentaje de votos (1ª vuelta) | Número de votos (2ª vuelta) | Porcentaje de votos (2ª vuelta) | Escaños         | Porcentaje de escaños  | Papel en el parlamento |
| Partido Socialista Húngaro (MSZP)                         | 2 361 997                   | 42,05%                          | 2 011 820                   | 45,77%                          | 178             | 46,11%                 | gobierno               |
| Fidesz-Foro Democrático de Hungría (MDF)                  | 2 306 763                   | 41,07%                          | 2 196 524                   | 49,97%                          | 164 + 24 (188)1 | 42,49 + 6,22 (48,71%)1 | oposición              |
| Alianza de los Demócratas Libres (SZDSZ)                  | 313 084                     | 5,57%                           | 126 966                     | 2,89%                           | 20              | 5,18%                  | gobierno               |
| Partido del a Verdad y la Vida Húngara (MIÉP)             | 245 326                     | 4,37%                           | 325                         | 0,01%                           | —               | —                      | sin representación     |
| Centro - Unión por Hungría (Centro)                       | 219 029                     | 3,90%                           | 5 280                       | 0,12%                           | —               | —                      | sin representación     |
| Partido de los Trabajadores (Munkáspárt, MP, comunista)4  | 121 503                     | 2,16%                           | —                           | —                               | —               | —                      | sin representación     |
| Partido Independiente de los Pequeños Propietarios (FKGP) | 42 338                      | 0,75%                           | 692                         | 0,02%                           | —               | —                      | sin representación     |
| Resto de partidos4 (14)                                   | 67102                       | 0,77%2                          | —                           | —                               | —               | —                      | sin representación     |
| Independientes4 (F)                                       | 43 2193                     | 0,13%3                          | —                           | —                               | —               | —                      | sin representación     |
| Total                                                     | 5 685 655                   | 100%                            | 4 423 805                   | 100%                            | 386             | 100%                   | —                      |

1: El MDF y el Fidesz se presentan en lista común, tampoco tienen candidatos separados para los distritos electorales individuales. La lista Fidesz-MDF consiguió 164 diputados, la lista MDF-Fidesz, 24, en total 188 (el 48,71% del total de escaños).
2: Únicamente resultado de los partidos (6) que presentaron lista regional.
3: Resultados de los distritos electorales individuales.
4: No consiguieron superar la primera vuelta

## Elecciones de 1998
La primera vuelta se celebró el 10 de mayo, la segunda el 24 de mayo. La participación en la primera vuelta fue del 56,26%, en la segunda, del 57,01%
nota: los resultados de la primera vuelta se refieren a las listas de partido, los de la segunda vuelta a los de distritos electorales individuales (en mayoría de los casos en la segunda vuelta no se puede votar a las listas de partido). Pero en los escaños se da el número total.
| Año 1998                                                |                             |                                 |                             |                                 |         |                                 |                        |
| Partido                                                 | Número de Votos (1ª vuelta) | Porcentaje de votos (1ª vuelta) | Número de votos (2ª vuelta) | Porcentaje de votos (2ª vuelta) | Escaños | Porcentaje de escaños           | Papel en el parlamento |
| Partido Socialista Húngaro (MSZP)                       | 1 445 909                   | 32,25%                          | 1 941 307                   | 43.04                           | 134     | 34,72%                          | oposición              |
| Fidesz (Alianza de Jóvenes Demócratas)                  | 1 263 522                   | 28,18%                          | 1 085 538                   | 24.07 %                         | 148     | 38,34%                          | gobierno               |
| Partido Independiente de Pequeños Propietarios (FKGP)   | 617 740                     | 13,78%                          | 275 857                     | 6.12 %                          | 48      | 12,44%                          | gobierno               |
| Alianza de los Demócratas Libres (SZDSZ)                | 353 186                     | 7,88%                           | 139 504                     | 3,09%                           | 24      | 6,22%                           | oposición              |
| Partido de la Verdad y la Vida Húngara (MIÉP)           | 248 825                     | 5,55%                           | 28 608                      | 0.63 %                          | 14      | 3,63%                           | oposición              |
| Partido de los Trabajadores (Munkáspárt, MP, comunista) | 183 064                     | 4,08%                           | 17 703                      | 0,39%                           | —       | —                               | sin representación     |
| Foro Democrático de Hungría (MDF)                       | 139 934                     | 3,12%                           | 22 714                      | 0,50%                           | 171     | 4,40%1                          | gobierno1              |
| Partido Popular Cristiano Demócrata (KDNP)              | 116 065                     | 2,59%                           | 1 479                       | 0,31%                           | 122     | 0%                              | sin representación     |
| Lista común Fidesz-MDF                                  | 587 0542                    | 13,14%2                         | 954 794                     | 21,17%                          | ?       | dividido entre los dos partidos | gobierno               |
| Independientes                                          | 75 9652                     | 1,70%2                          | 39 154                      | 0,87%                           | 1       | 0,26%                           | variable               |
| Otros partidos(1ª vuelta: 19, 2ª vuelta: 11)            | 115 729                     | 2,57%                           | 13 681                      | 1,08%                           | —       | —                               | sin representación     |
| Total                                                   | 4 536 254                   | 100%                            | 489 216                     | 100%                            | 386     | 100%                            | —                      |

1: Por sí mismo no habría entrado en el parlamento, pero en virtud del acuerdo con el Fidesz recibió 17 escaños y una cartera de ministro (ministra de justicia: Dávid Ibolya).
2: Resultados de distritos electorales individuales.

## Elecciones de 1994
La primera vuelta se celebró el 8 de mayo, la segunda el 29 de mayo. La participación en la primera vuelta fue del 68,92%, en la segunda del 55,12%.
Nota: En la primera vuelta están registrados los resultados de las listas, en los de la segunda vuelta, los de los distritos electorales individuales.
| Año 1994                                                  |                             |                                 |                             |                                 |         |                       |                        |
| Partido                                                   | Número de Votos (1ª vuelta) | Porcentaje de votos (1ª vuelta) | Número de votos (2ª vuelta) | Porcentaje de votos (2ª vuelta) | Escaños | Porcentaje de escaños | Papel en el parlamento |
| Partido Socialista Húngaro (MSZP)                         | 1 781 867                   | 32.99 %                         | 1 935 719                   | 45,16%*                         | 209     | 54,15%                | gobierno               |
| Alianza de los Demócratas Libres (SZDSZ)                  | 1 066 074                   | 19.74%                          | 1 222 251                   | 28.51%*                         | 69      | 17,62%                | gobierno               |
| Foro Democrático de Hungría (MDF)                         | 633 957                     | 11.74 %                         | 639 866                     | 14,93%                          | 38      | 9,84%                 | oposición              |
| Partido Independiente de los Pequeños Propietarios (FKGP) | 476 416                     | 8.82%                           | 253 283                     | 5,91%                           | 26      | 6,74%                 | oposición              |
| Partido Cristiano Demócrata (KDNP)                        | 379 573                     | 7.03 %                          | 126 616                     | 2,95%**                         | 22      | 5,70%                 | oposición              |
| Alianza de Jóvenes Demócratas (Fidesz)                    | 379 295                     | 7.02 %                          | 29 391                      | 0,69%**                         | 20      | 5,18%                 | oposición              |
| Partido de los Trabajadores (Munkáspárt, MP, comunistas)  | 172 117                     | 3.19 %                          | 6 268                       | 0,15%**                         | —       | —                     | sin representación     |
| Alianza Agraria (ASZ)                                     | 113 405                     | 2,10%                           | 14 544                      | 0,34%**                         | 1***    | 0,26%                 | gobierno***            |
| Independientes                                            | 122 190                     | 2,26%                           | 20 134                      | 0,47%**                         | —       | —                     | sin representación     |
| Otros partidos (1ª vuelta: 29 , 2ª vuelta: 2)             | 441 318                     | 8,17%                           | 27 030                      | 0,71**                          | —       | —                     | sin representación     |
| Total                                                     | 5 401 687                   | 100%                            | 4 286 597                   | 100%                            | 386     | 100%                  | —                      |

* Por la gran cantidad de candidatos que se retiraron en su favor.

** Por la gran cantidad de candidatos que se retiraron en favor de otros partidos.

*** Oficialmente independiente, pero entró en el gobierno por los acuerdos electorales con los socialistas.

## Elecciones de 1990
La primera vuelta se celebró el 25 de marzo, la segunda el 9 de abril. La participación en la primera vuelta fue del 65,11% y en la segunda del 45,54%. De acuerdo con los resultados de las listas regionales, 6 partidos superaron el umbral del 4% necesario para entrar en el parlamento. 
Nota: Para la primera vuelta se da el resultado según las listas, para la segunda vuelta, se da el resultado para los distritos electorales individuales. En la segunda vuelta no se votó a las listas.
| Año 1990                                                           |                             |                                 |                             |                                 |         |                       |                        |
| Partido                                                            | Número de Votos (1ª vuelta) | Porcentaje de votos (1ª vuelta) | Número de votos (2ª vuelta) | Porcentaje de votos (2ª vuelta) | Escaños | Porcentaje de escaños | Papel en el parlamento |
| Foro Democrático de Hungría (MDF)                                  | 1 213 825                   | 24,72%                          | 1 406 2691                  | 41,24%1                         | 164     | 42,49%                | gobierno               |
| Alianza de los Demócratas Libres (SZDSZ)                           | 1 050 452                   | 21,40%                          | 1 045 920                   | 30,68%                          | 93      | 24,09%                | oposición              |
| Partido Independiente de los Pequeños Propietarios (FKGP)          | 576 256                     | 11,74%                          | 355 112                     | 10,42%                          | 44      | 11,40%                | gobierno               |
| Partido Socialista Húngaro (MSZP)                                  | 534 898                     | 10,89%                          | 216 496                     | 6,35%                           | 33      | 8,55%                 | oposición              |
| Alianza de Jóvenes Demócratas (Fidesz)                             | 439 481                     | 8,95%                           | 63 0642                     | 1,85%2                          | 21      | 5,44%                 | oposición              |
| Partido Popular Cristiano Demócrata (KDNP)                         | 317 183                     | 6,46%                           | 126 6362                    | 3,71%2                          | 21      | 5,44%                 | gobierno               |
| Partido Socialista Húngaro de los Trabajadores (MSZMP, comunistas) | 180 899                     | 3,68%                           | 8 6402                      | 0,25%2                          | —       | —                     | sin representación     |
| Partido Socialdemócrata Húngaro (MSZDP)                            | 174 410                     | 3,55%                           | 9222                        | 0,03%2                          | —       | —                     | sin representación     |
| Unión Agraria (ASZ)                                                | 154 004                     | 3,14%                           | 21 9232                     | 0,64%2                          | 16      | 0,26%6                | independiente6         |
| Partido de los Empresarios (VP)                                    | 92 689                      | 1,89%                           | 5 292                       | 0,16%                           | —       | —                     | gobierno7              |
| Coalición Electoral Patriótica (HVK)                               | 91 910                      | 1,87%                           | 31 526                      | 0,92%                           | —       | —                     | sin representación     |
| Lista común SZDSZ-Fidesz                                           | 29 1135                     | 0,59%5                          | 29 017                      | 0,85%                           | 2       | 0,52%                 | oposición              |
| Lista común ASZ-Alianza por la Aldea y la Provincia (SZFV)         | 12 9585                     | 0,26%5                          | 15 394                      | 0,44%                           | 16      | 0,26%6                | independiente6         |
| Lista común SZDSZ-Fidesz-KDNP                                      | 6 4735                      | 0,13%5                          | 7 856                       | 0,23%                           | 1       | 0,26%                 | oposición              |
| Independientes4                                                    | 312 9975                    | 6,31%5                          | 62 543                      | 1,83%                           | 5       | 1,3%                  | variable4              |
| Otros partidos (17)                                                | 83 7648                     | 1,70%8                          | 28 1909                     | 0,83%9                          | —       | —                     | sin representación     |
| Total                                                              | 4 911 241                   | 100%                            | 3 424 800                   | 100,44%3                        | 386     | 100%                  | —                      |

1: Por la gran cantidad de candidatos que se retiraron a su favor

2: Por la gran cantidad de candidatos que se retiraron en favor de otros partidos

3: La razón de esto hay que buscarla en las propiedades del sistema electoral

4: Porcentaje y número de votos dados a los candidatos que no pertenecían a ningún partido pero estaban apoyados por alguno. 

5: Resultados en los distritos electorales individuales

6: Diputados independientes en el parlamento, que consiguieron su escaño en su distrito electoral individual correspondiente

7: Muchos de sus miembros eran a la vez miembros del FKGP también, participaron en la campaña en representación del FKGP y consiguieron escaños para el FKGP

8: Resultados de 8 partidos que presentaron lista regional.

9: Resultados de 7 partidos que pasaron a la segunda vuelta y no están representados en el esquema.

## Enlaces
- Política de Hungría
- Elecciones parlamentarias de Hungría de 2014